# Yonathan Jesús Fernández
Pour les articles homonymes, voir Fernández.
Yonathan Jesús Fernández, né le 14 avril 1986 à Punta Arenas, est un fondeur et biathlète chilien.

## Biographie
Fernández prend part à sa première compétition mondial aux Jeux mondiaux militaires d'hiver de 2013 au Grand-Bornand. En 2014, il se qualifie pour ses premiers jeux olympiques à Sotchi, où il réalise le 83e du sprint libre (lors duquel il chute dans un virage), avant de porter le drapeau chilien à la cérémonie de clôture. Il court ensuite les Championnats du monde en 2015, 2017, 2019 et 2021. Entre-temps, il honore sa deuxième sélection olympique en 2018 à Pyeongchang, pour un résultat de 98e sur le quinze kilomètres libre. Pour cette compétition, il s'entraîne avec les fondeurs Pita Taufatofua et German Madrazo.
En décembre 2021, il est convié aux courses de Coupe du monde à Davos.
En parallèle, il dispute l'IBU Cup de biathlon à partir de 2013.